# Milionia minahassae
Milionia minahassae là một loài bướm đêm trong họ Geometridae.